# Kopernica (Pologne)
Pour l’article homonyme, voir Kopernica.
Kopernica est une localité polonaise de la gmina rurale et du powiat de Chojnice situés en voïvodie de Poméranie. 

## Géographie

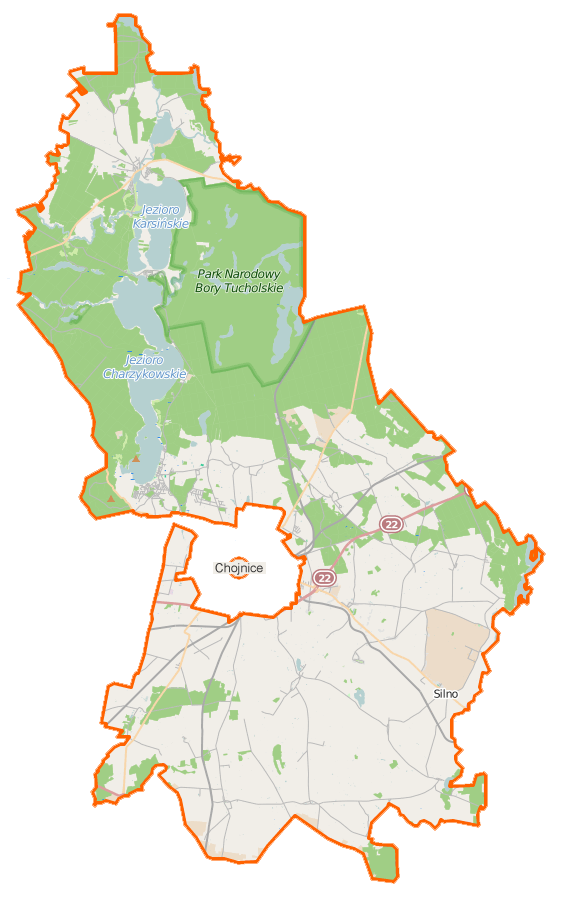
Carte de la gmina de Chojnice.